# Izaskun Bengoa
Izaskun Bengoa Pérez (Bilbao, 14 de marzo de 1975) es una exciclista española, varias veces campeona de España y olímpica en Atlanta 1996. 

## Biografía
Nacida en Bilbao, pero oriunda, y residente, de la localidad alavesa de Amurrio, Izaskun fue una ciclista que compitió tanto en ciclismo en ruta como en ciclismo en pista. Fue 6 veces campeona de España en diferentes categorías a lo largo de su carrera, tanto en carretera como en pista. Participó en varios mundiales y en una Olimpiada, aunque sin éxito. También corrió algunas grandes vueltas como el Grande Boucle (49.ª en 1995 y 28.ª en 1997) o el Giro de Italia Femenino (32.ª en 1994, 14.ª en 1996 y 16.ª en 1997).
A pesar de su buena proyección con 2 medallas en el Campeonato Europeo en Ruta 1997 se retiró después de 1998 con solo 23 años.
En la primavera del 2019 empezó a practicar y a formase en Marcha Nórdica y en 2021 comenzó a competir en ese deporte.

## Palmarés

### Ciclismo
1994
- Campeonato de España Contrarreloj

1996
- 1 etapa del Tour de l'Aude Femenino
- Campeonato de España en Ruta
- 1 etapa en la Emakumeen Bira

1997
- Campeonato de España en Ruta
- Campeonato de España Contrarreloj
- 2.ª en el Campeonato Europeo Contrarreloj sub-23
- 3.ª en el Campeonato Europeo en Ruta sub-23

#### 1998
- Campeonato de España Velocidad
- 2.ª en el Campeonato de España Persecución
- 2.ª en el Campeonato de España Puntuación
- 2.ª en el Campeonato de España en Ruta
- 2.ª en el Campeonato de España Contrarreloj

### Participación en competiciones internacionales
- Mundial júnior de Perth 1993 (Ruta) (29ª).
- Mundial de Catania 1994 (CRI): 30ª.
- Mundial de Duitama 1995 (Ruta): abandonó.
- Juegos Olímpicos de Atlanta 1996 (Ruta): Abandonó.
- Juegos Olímpicos de Atlanta 1996 (Pista.Carrera por puntos): Abandonó.
- Mundial de Lugano 1996 (CRI): 24ª.
- Mundial de San Sebastián 1997 (Ruta): 30ª.
- Mundial de San Sebastián 1997 (CRI): 37ª.

### Marcha nórdica
2024
- Campeona de España de marcha nórdica, categoría absoluta[3]